# Juwal Noach Harari
Juwal Noach Harari (hebr. ‏יובל נח הררי‎, ang. Yuval Noah Harari; ur. 24 lutego 1976 w Kirjat Atta) – izraelski historyk i profesor na Wydziale Historii Uniwersytetu Hebrajskiego w Jerozolimie. Jest autorem głośnych książek-bestsellerów historycznych (głównie poświęconych makrohistorii) i interdyscyplinarnych (z pogranicza filozofii, historii i ekonomii), przełożonych na wiele języków.

## Życiorys
Urodził się w Kirjat Atta w Izraelu w 1976 roku i dorastał w świeckiej rodzinie żydowskiej pochodzenia polskiego i bukowinskiego w Hajfie.
Najpierw specjalizował się w historii średniowiecza i historii wojskowej w swoich studiach w latach 1993–1998 na Uniwersytecie Hebrajskim w Jerozolimie. Uzyskał stopień naukowy doktora (Ph.D.) w Jesus College w Oksfordzie w 2002 roku na podstawie rozprawy History and I: War and the relations between history and personal identity in Renaissance military memoirs, c. 1450–1600, napisanej pod kierunkiem Stevena J. Gunna. W latach 2003–2005 odbył staż podoktorski w zakresie historii jako stypendysta Yad Hanadiv Fundacji Rotschildów (The Rotschild Foundation).
Od tego czasu opublikował wiele książek i artykułów, w tym Special Operations in the Age of Chivalry: 1100–1550, Ultimate Experience: Battlefield Revelations, Making of Modern War Culture: 1450–2000, The Concept of “Decisive Battles” in World History oraz Armchairs, Coffee and Authority: Eye-witnesses and Flesh-witnesses Speak about War, 1100–2000. Obecnie specjalizuje się w historii świata i procesach makroekonomicznych.
Swoje zainteresowanie twórczością popularnonaukową przypisuje Strzelbom, zarazkom, maszynom Jareda Diamonda z 1997. Jego pierwsza własna książka z tego zakresu, Od zwierząt do bogów. Krótka historia ludzkości (2011), zawiera podziękowanie dla Diamonda za naukę „szerokiego spojrzenia”.
Jego książka Od zwierząt do bogów (znana pod tytułem Sapiens i wydana pod nim w polskim wznowieniu) ukazała się w języku hebrajskim w 2011 roku, a następnie w języku angielskim w 2014 roku; potem została przetłumaczona na około 30 dalszych języków. Książka analizuje całą historię ludzkości, od ewolucji Homo sapiens w paleolicie po rewolucje polityczne i technologiczne XXI wieku. Wydanie hebrajskie stało się bestsellerem w Izraelu i wzbudziło duże zainteresowanie zarówno w środowisku akademickim, jak i wśród ogółu społeczeństwa. Klipy wideo dotyczące hebrajskich wykładów Harariego na temat historii świata zostały obejrzane przez dziesiątki tysięcy ludzi.
Udostępnia również bezpłatny kurs online w języku angielskim zatytułowany Krótka historia ludzkości. Skorzystało z niego ponad 100 000 osób na całym świecie.
Dwukrotnie zdobył Nagrodę Fundacji Leonarda Polonsky'ego za kreatywność i oryginalność w dziedzinie nauk humanistycznych (w 2009 i 2012). W 2011 roku jego artykuł Armchairs, Coffee, and Authority: Eye-witnesses and Flesh-witnesses Speak about War został wyróżniony przez wydawcę nagrodą Moncado Prize. W 2012 roku został wybrany do Młodej Izraelskiej Akademii Nauk. W 2015 Mark Zuckerberg, założyciel serwisu Facebook, polecił Od zwierząt do bogów członkom swojego klubu internetowego, określając pracę „wielką narracją historii ludzkiej cywilizacji”.

### ZainteresowanieHomo sapiens
Jest zainteresowany tym, jak Homo sapiens osiągnął swój obecny stan i jaka czeka go przyszłość. Jego badania koncentrują się na kwestiach makroekonomicznych, takich jak: związek między historią a biologią, różnica między Homo sapiens a innymi zwierzętami, sprawiedliwość historii, kierunek rozwoju historii, związek między szczęściem ludzi a rozwojem historii. Uważa niezadowolenie za „głęboki korzeń” ludzkiej rzeczywistości, związany także z ewolucją.

### Prawa zwierząt
Ocenił los zwierząt, zwłaszcza udomowionych, od czasów rewolucji rolniczej, jako tragedię. Sam jest weganinem. Mówi, że wynikało to z jego badań, w tym z obserwacji, że podstawą przemysłu mleczarskiego jest zerwanie więzi między matką a cielęciem. W artykule opublikowanym w „Guardianie” w roku 2015, zatytułowanym Industrial farming is one of the worst crimes in history ('Przemysłowy chów [zwierząt] jest jedną z najgorszych zbrodni w dziejach'), nazwał on „los przemysłowo hodowanych zwierząt (…) jedną z najpilniejszych kwestii etycznych naszych czasów”.

### Działalność społeczno-polityczna
Jest współpracownikiem i doradcą Klausa Schwaba oraz jedną z wielu osobistości Światowego Forum Ekonomicznego. Jest również współzałożycielem Sapienship, multidyscyplinarnej organizacji działającej na rzecz globalnej odpowiedzialności, której misją jest wyjaśnianie publicznej rozmowy, wspieranie poszukiwań rozwiązań i skupianie uwagi na najważniejszych wyzwaniach stojących przed współczesnym światem (zakłócenia technologiczne, zapaść ekologiczna i zagrożenie nuklearne).

### Życie osobiste
Jest gejem. Poznał swojego męża Icika Jahawa w 2002 roku. Ponieważ nie mogli się pobrać w Izraelu, zrobili to w Toronto w Kanadzie. Para mieszka w moszawie Mesillat Cijjon niedaleko Jerozolimy.
Harari mówi, że medytacja Vipassana, którą zaczął uprawiać podczas pobytu w Oxfordzie w 2000 roku, zmieniła jego życie. Praktykuje przez dwie godziny dziennie (jedną godzinę na początku i jedną pod koniec dnia pracy), corocznie podejmuje odosobnienie medytacyjne trwające 30 dni lub dłużej, w milczeniu, bez książek i mediów społecznościowych; jest też asystentem nauczyciela medytacji.

## Publikacje

### Książki
- ‏נקסוס - קיצור תולדות המידע, מתקופת האבן לבינה המלאכותית‎, wrzesień 2024, Wydawnictwo Dvir, ISBN 978-965-574-859-8978-965-574-859-8
  - wyd. pol. Nexus Krótka historia informacji od epoki kamienia do sztucznej inteligencji, tłum. Justyn Hunia, ISBN 978-83-08-08522-6, Kraków, Wydawnictwo Literackie, 2024.
- Unstoppable Us: How We Took Over the World, Penguin Random House Children's UK, 2022, ISBN 978-0-241-59608-1 (przeznaczona dla dzieci i młodzieży w wieku 9–14 lat).
  - wyd. pol. Niepowstrzymani. Jak przejęliśmy władzę nad światem tłum. Michał Romanek, ISBN 978-83-08-07798-6, Kraków: Wydawnictwo Literackie, 2022.
- 21 Lessons for the 21st Century, Spiegel & Grau, 2018, ISBN 978-0525512172.
  - wyd. pol. 21 lekcji na XXI wiek, tłum. Michał Romanek, Kraków: Wydawnictwo Literackie, 2018, ISBN 978-83-08-06585-3.
- ההיסטוריה של המחר [Hahistoria Shel Machar], Or Yehuda: Kinneret, Zmora-Bitan, Dvir, 2015, ISBN 978-191-070-187-4.
  - wyd. ang. Homo Deus: A Brief History of Tomorrow, New York: HarperCollins Publishers, 2016, ISBN 978-1910701881.
  - wyd. pol. Homo deus. Krótka historia jutra, tłum. Michał Romanek, Kraków: Wydawnictwo Literackie, 2018, ISBN 978-83-08-06495-5.
- ‏קיצור תולדות האנושות‎, [Ḳitsur toldot ha-enoshut], Or Yehuda: Kinneret, Zmora-Bitan, Dvir, 2011, ISBN 978-965-552-040-8.
  - wyd. ang. Sapiens: A Brief History of Humankind, London: Harvill Secker, 2014, ISBN 978-006-231-609-7.
  - wyd. pol. Od zwierząt do bogów. Krótka historia ludzkości, tłum. Justyn Hunia, Warszawa: Dom Wydawniczy PWN, 2014, ISBN 978-83-7705-627-1; dodruk od 2017 jako Sapiens. Od zwierząt do bogów, ISBN 978-83-7705-996-8
- The Ultimate Experience: Battlefield Revelations and the Making of Modern War Culture 1450–2000, Houndmills: Palgrave-Macmillan, 2008, ISBN 978-023-058-388-7.
- Special Operations in the Age of Chivalry 1100–1550, Woodbridge: Boydell & Brewer, 2007, ISBN 978-184-383-292-8.
- Renaissance Military Memoirs: War, History and Identity 1450–1600, Woodbridge: Boydell & Brewer, 2004, ISBN 978-184-383-064-1.

### Ważniejsze artykuły
- The Military Role of the Frankish Turcopoles – a Reassessment, „Mediterranean Historical Review” 12 (1), June 1997, s. 75–116.
- Inter-Frontal Cooperation in the Fourteenth Century and Edward III’s 1346 Campaign, „War in History” 6 (4), September 1999, s. 379–395.
- Strategy and Supply in Fourteenth-Century Western European Invasion Campaigns, „The Journal of Military History” 64 (2), April 2000, s. 297–334.
- Eyewitnessing in Accounts of the First Crusade: The Gesta Francorum and Other Contemporary Narratives, „Crusades” 3, August 2004, s. 77–99.
- Martial Illusions: War and Disillusionment in Twentieth-Century and Renaissance Military Memoirs, „The Journal of Military History” 69 (1), January 2005, s. 43–72.
- Military Memoirs: A Historical Overview of the Genre from the Middle Ages to the Late Modern Era, „War in History” 14 (3), July 2007, s. 289–309.
- The Concept of ‘Decisive Battles’ in World History, „The Journal of World History” 18 (3), September 2007, 251–266.
- Knowledge, Power and the Medieval Soldier, 1096–1550, in: Laudem Hierosolymitani. Studies in Crusades and Medieval Culture in Honour of Benjamin Z. Kedar, ed. Iris Shagrir, Ronnie Ellenblum and Jonathan Riley-Smith, Aldershot, London: Routledge, 2007 („Crusades”, Subsidia, 1), ISBN 978-1-315-25250-6.
- Combat Flow: Military, Political and Ethical Dimensions of Subjective Well-Being in War, „Review of General Psychology” 12 (3), September 2008, s. 253–264.
- Introduction to Peter Singer’s Animal Liberation, [New Edition], London: The Bodley Head, 2015, ISBN 978-1-84792-384-4.